# الطريقة المباشرة (تعليم)

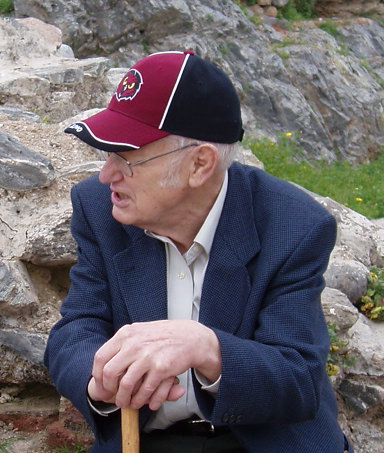

الطريقة المباشرة للتدريس والتي تسمى أحيانًا الطريقة الطبيعية، وغالبًا ما تستخدم (ولكن ليس حصريًا) في تدريس اللغات الأجنبية، تمتنع عن استخدام اللغة الأم للمتعلمين وتستخدم اللغة المستهدفة فقط. تم تأسيسها في إنجلترا في عام 1900 تقريبًا وتتناقض مع طريقة ترجمة القواعد والمناهج التقليدية الأخرى، وكذلك مع طريقة C.J. Dodson ثنائية اللغة. تم تبنيه من قبل مدارس اللغات الدولية الرئيسية مثل بيرلتز وإينلينجوا في السبعينيات والعديد من إدارات اللغات في معهد الخدمة الخارجية التابع لوزارة الخارجية الأمريكية في عام 2012.
بشكل عام، يركز التعليم على تطوير المهارات الشفهية.
السمات المميزة للطريقة المباشرة هي:
مفاهيم التدريس والمفردات من خلال
- التمثيل سارة سارة ي بانتومايم، كائنات الحياة الحقيقية وغيرها من المواد البصرية
- تدريس القواعد باستخدام المنهج الاستقرائي (أي جعل المتعلمين يكتشفون القواعد من خلال تقديم أشكال لغوية كافية في اللغة المستهدفة)
- مركزية اللغة المنطوقة (بما في ذلك نطق مثل الأم)
- التركيز على أنماط الإجابة على الأسئلة

## التعريف
تتمثل الطريقة المباشرة في تدريس اللغة في إقامة علاقة بصرية فورية ومباشرة بين الخبرة والتعبير والكلمات والعبارات والتعابير والمعاني والقواعد والعروض من خلال جسد المعلمين ومهاراتهم العقلية، دون أي مساعدة من اللغة الأم للمتعلمين.
تهدف الطريقة المباشرة لتدريس اللغات إلى
1. بناء طريق مباشر إلى عالم اللغة المستهدفة، مما يجعل العلاقة بين التجربة واللغة والكلمة والفكرة وحكم الفكر والتعبير والأداء.
2. تهدف هذه الطريقة للطلاب إلى تعلم كيفية التواصل باللغة المستهدفة

1. تعتمد هذه الطريقة على افتراض أن المتعلم يجب أن يجرب اللغة الجديدة بنفس الطريقة التي عاش بها / لغتها الأم دون التفكير في وجود لغته الأم.[4]

## أساسيات
1. لا يوجد ترجمة
2. يتم تدريس المفاهيم عن طريق أشياء أو عن طريق سياقات طبيعية من خلال المهارات العقلية والبدنية للمعلم فقط.
3. التدريب عن طريق الفم يساعد في قراءة وكتابة الاستماع والتحدث في وقت واحد.
4. يتم تدريس القواعد بطريقة غير مباشرة من خلال الآثار المترتبة على خلق الموقف.[5]

## تقنيات
1. تمرين السؤال / الإجابة - يسأل المعلم أسئلة من أي نوع ويجيب الطالب.
2. الإملاء - يختار المعلم مقطعًا مناسبًا للصف ويقرأ بصوت عالٍ.
3. القراءة بصوت عالٍ - يتناوب الطلاب مع أقسام القراءة في مقطع أو مسرحية أو حوار بصوت عالٍ.
4. التصحيح الذاتي للطالب - عندما يرتكب الطالب خطأً، يتيح له المعلم فرصة ثانية من خلال اختياره.
5. ممارسة المحادثة - يتم إعطاء الطلاب فرصة لطرح الأسئلة الخاصة بهم للطلاب الآخرين أو للمعلم. يمكّن هذا كلاً من تفاعل المعلم-المتعلم وكذلك تفاعل المتعلم-المتعلم.
6. كتابة الفقرة - يُطلب من الطلاب كتابة مقطع بكلماتهم الخاصة.[4]

## طبيعة
1. تعرف الطريقة المباشرة أيضًا بالطريقة الطبيعية. تم تطويره كرد فعل على طريقة ترجمة القواعد النحوية، وهو مصمم لإدخال المتعلم في مجال اللغة المستهدفة بالطريقة الأكثر طبيعية.
2. الهدف الرئيسي هو نقل لغة مثالية بلغة أجنبية. ينصب التركيز الرئيسي على جعل المتعلم يفكر في اللغة المستهدفة بنفس طريقة تعلم لغته الأم بالطريقة الأكثر طبيعية.
3. في تعلم اللغة التقليدية، تبين أن مشاركة التلميذ قد تضاءلت لأن التدريس يعتبر طويلاً ورتيباً.[5]

## مزايا
1. يسهل فهم اللغة - يصبح فهم اللغة المستهدفة أسهل بسبب تثبيط التداخلات اللغوية من اللغة الأم، فهو ينشئ رابطة مباشرة بين السياقات، ويساعد في فهم ما يقرأ ويقرأ مباشرة
2. يحسن من طلاقة الكلام - يؤدي طلاقة الكلام إلى سهولة الكتابة، ويميل إلى تحسين التعبير والتعبير في الكتابة، وهي طريقة سريعة لتعلم وتوسيع المفردات
3. تساعد القراءة - القراءة يصبح أسهل وأكثر متعة، كما أنه يعزز عادة من الدراسة النقدية
4. يحسن تطور الحس اللغوي
5. مليئة بالأنشطة، مما يجعلها مثيرة للاهتمام ومثيرة
6. تشدد على اللغة المستهدفة من خلال مساعدة التلميذ على التعبير عن أفكارهم ومشاعرهم مباشرة في اللغة المستهدفة دون استخدام لغتهم الأم
7. تطور الاستماع والتحدث والقراءة والكتابة
8. زيادة في السوق للسلع والخدمات
9. زيادة فرص العمل
10. يساعد في جلب الكلمات من المفردات السلبية إلى المفردات النشطة
11. يساعد في متابعة اللغة الإنجليزية من عام إلى عام، وهو يسد الفجوة بين الممارسة والنظرية
12. يستفيد من الوسائل السمعية البصرية ويسهل أيضًا القراءة والكتابة
13. يسهل اليقظة ومشاركة الطلاب [4]

## عيوب
1. يتجاهل العمل الكتابي المنهجي وأنشطة القراءة
2. قد لا يؤدي بشكل جيد في الفصول العليا حيث تكون طريقة الترجمة أكثر ملاءمة
3. يدعم المفردات المحدودة فقط - فهو يقيد نطاق المفردات لأنه لا يمكن ربط كل الكلمات مباشرة بمعانيها
4. يفتقر إلى التطبيق - تهدف هذه الطريقة إلى الإلمام النشط للغة، ولا يمكن الاستفادة إلا من هذا الطفل الذكي.
5. يحتاج المعلمين المهرة. على سبيل المثال، معظم المعلمين في المدارس الهندية يتقنون اللغة الإنجليزية
6. لا يناسب أو يلبي احتياجات الطلاب الفرديين في الفصول الكبيرة
7. غير مريح في فئة ضخمة
8. يتجاهل القراءة والكتابة جوانب تعلم اللغة
9. لا يعلم القواعد بشكل منهجي
10. مضيعة للوقت في خلق مواقف الحياة الحقيقية
11. أقل ملاءمة للمتعلمين البطيء، الذين يعانون من هذه الطريقة [4]

## مبادئ
1. يتم إجراء الفصول الدراسية حصريًا باللغة المستهدفة.
2. يتم تدريس المفردات والجمل اليومية فقط خلال المرحلة الأولية؛ يتم تقديم القواعد والقراءة والكتابة في المرحلة المتوسطة.
3. يتم بناء مهارات الاتصال الشفهي في تقدم متدرج بعناية يتم تنظيمه حول تبادل الأسئلة والأجوبة بين المعلمين والطلاب في الفصول الصغيرة والمكثفة.
4. يتم تدريس قواعد اللغة بطريقة حثية.
5. يتم تقديم نقاط تدريس جديدة شفهيا.
6. يتم تدريس المفردات الخرسانية من خلال التظاهر والأشياء والصور. يتم تدريس المفردات المجردة من خلال جمعية الأفكار.
7. كل من الكلام والفهم الاستماع يتم تدريسها.
8. وأكد النطق الصحيح والقواعد.
9. يجب أن يتحدث الطلاب حوالي 80٪ من الوقت أثناء الدرس.
10. يتم تعليم الطلاب منذ البداية لطرح الأسئلة والإجابة عليها.

## أصول تربية
الجوانب الرئيسية لهذه الطريقة هي:
1. إدخال كلمة جديدة أو رقم أو حرف أبجدي أو جملة أو مفهوم (يشار إليه بعنصر):
• أبرز ... أشر إلى المساعدة المرئية أو الإيماءات (للأفعال)، للتأكد من أن الطالب يفهم بوضوح ما يتم تدريسه.
• قل ... يقدم المعلم شفهيا عنصر، مع الرعاية واللفظ.
• حاول... يقوم الطالب بمحاولات متعددة لتوضيح عنصر جديد.
• القوالب ... يقوم المعلم بتصحيح الطالب إذا لزم الأمر، مشيرًا إلى الفم لإظهار الشكل الصحيح للشفاه واللسان وعلاقته بالأسنان.
• كرر ... يكرر الطالب كل عنصر من 5 إلى 20 مرة.
ملاحظة: يجب أن يكون المعلم على دراية «بالكلمات والأفعال عالية التردد» وإعطاء الأولوية للتدريس لهذا الغرض. (على سبيل المثال، علم الأفعال الرئيسية مثل "To Go" و "To Be" قبل الأفعال غير المعتادة مثل "To Trim" أو "To Sail"؛ وبالمثل، علم Apple و Orange قبل Prune and Cranberry.)
II. بناء الجملة، الموقع الصحيح للعنصر الجديد في الجملة:
• قل وكرر ... يذكر المعلم جملة أو جملة للطالب؛ يكرر الطالب مثل هذه 5-20 مرات.
• اسأل ورد بصورة سلبية ... يستخدم المعلم العنصر في المواقف السلبية (مثل «هل أنت رئيس الولايات المتحدة؟» أو «هل أنت المعلم؟»)؛ الطلاب يقولون «لا». إذا كان أكثر تقدما، قد تستخدم السلبية مع «لا».
• أستفهام يوفر المعلم أمثلة بديهية باستخدام 5 "w" (من، ماذا، أين، لماذا، متى) أو كيف ". استخدم أشكال عشوائية لممارسة.
• الضمائر مع الأفعال باستخدام المرئيات (مثل الصور أو الرسوم التوضيحية) أو الإيماءات، يغطي المعلم جميع الضمائر. استخدم أشكالًا عشوائية متعددة مثل «هل أنا امرأة؟» أو «هل هم من فرنسا؟» لممارسة.
• الاستخدام والأسئلة ... يجب على الطالب اختيار العنصر الصحيح واستخدامه، وكذلك طرح الأسئلة المناسبة كما فعل المعلم.
III. تقدم، من عنصر جديد إلى عنصر جديد (في نفس الدرس):

### A.التسلسل العشوائي
1. بعد تدريس العنصر الجديد (س) وتعلمه، انتقل إلى العنصر التالي (ص).
2. بعد تدريس العنصر التالي (ص) وتعلمه، عد إلى التدريب مع العنصر (س).
3. بعد تبديل هذين (X-Y ، Y-X ، Y-Y ، إلخ)، انتقل إلى العنصر الثالث (Z).
4. عد إلى 1 و 2، واخلطي في 3، وتمرين (XYZ ، و ZYX ، و YYZ ، وما إلى ذلك) واستمر في بناء العدد المناسب من العناصر (قد يصل عددها إلى 20 لكل درس، حسب الطالب، انظر «ب». 1)، ممارسة جميع المجموعات الممكنة وتكرار 5-20 مرات كل مجموعة.

### حدود الطالب التي يقودها
1. راقب الطالب بعناية، لمعرفة متى يتم الوصول إلى نقطة «التشبع» الذهني، مع الإشارة إلى أنه يجب عدم تعليم الطالب المزيد من العناصر حتى وقت آخر.
2. في هذه المرحلة، توقف عن نقل معلومات جديدة، وقم ببساطة بالمراجعة على النحو التالي:
C. مراجعة: حافظ على التسلسل التعسفي العشوائي. إذا كان ذلك مناسبًا، استخدم الصور المرئية، مع الإشارة بسرعة إلى كل منها استخدم أمثلة مختلفة من Element التي يسهل فهمها، وتغيير أسماء البلد / المدينة، وأسماء الأشخاص، والكلمات التي يعرفها الطالب بالفعل. احتفظ بقائمة من كل شيء تم تدريسه، لذلك قد يتم إجراء اختبار مناسب.
د. الملاحظة والتدوين: يجب على المعلم الاحتفاظ بقائمة من الكلمات / العبارات الأكثر صعوبة بالنسبة للطالب. تسمى القائمة «قائمة الاهتمام الخاصة»
IV. التقدم، من الدرس إلى الدرس:
• استعراض الدرس الدقائق القليلة الأولى من كل درس هي مراجعة الدرس (الدروس) السابقة.
• المراجعة العالمية للانتقال من مراجعة الدرس إلى مراجعة شاملة، والتي يجب أن تتضمن دائمًا عناصر من قائمة الاهتمام الخاص.
V. مفاهيم متقدمة:
• قد يتخطى الطلاب المتوسط والمتقدم بعض مقدمة العنصر حسب الاقتضاء؛ كن على دراية بقدرات الطلاب اللغوية، لذلك لا يشعرون بالإحباط بسبب الكثير من المراجعة. إذا أظهر الطالب على الفور التقدير والمعرفة، فانتقل إلى العنصر التالي.
• الحروف الهجائية غير القياسية: يجب أن يعمل تدريس الطالب على التعرف على الحروف / الأحرف وقراءة الكلمات على نفس الخطوات كما هو مذكور أعلاه في الجانب الأول، وقد يتم تدريس أشكال الحروف الأبجدية باستخدام الجانب الثالث. يجب أن تتم كتابة الأحرف والكلمات في البداية يدويًا، سواء على الورق أو السبورة.
• لهجات البلد: يجب أن يكون أي طالب في المراحل المتوسطة أو أعلى على دراية بالتغيرات الدقيقة في النطق، والتي تعتمد على الجغرافيا داخل بلد ما أو من بلد إلى بلد.
يتمثل أحد الجوانب الأساسية للطريقة المباشرة في تغيير وضع التدريس؛ يجرب المدربون سيناريوهات مختلفة باستخدام نفس العنصر. هذا يجعل الدروس أكثر «عالمًا حقيقيًا»، ويتيح لبعض الانحرافات المربكة للطالب ويستخدم المتغيرات العضوية الشائعة في ثقافة ولغة استخدام اللغة.

## السياق التاريخي
كانت الطريقة المباشرة هي إجابة على عدم الرضا عن طريقة ترجمة القواعد الأقدم، والتي تعلم الطلاب قواعد اللغة والمفردات من خلال الترجمات المباشرة وبالتالي تركز على اللغة المكتوبة.
كانت هناك محاولة لتهيئة الظروف التي تقلد اكتساب اللغة الأم، ولهذا السبب تم استدعاء بدايات هذه المحاولات بالطريقة الطبيعية. في مطلع القرنين الثامن عشر والتاسع عشر، اقترح سوفور وفرانك أن يتم تدريس اللغة ضمن نظام اللغة المستهدفة، والذي كان الحافز الأول لصعود الأسلوب المباشر.
تم تطوير طريقة اللغة الصوتية في محاولة لمعالجة بعض نقاط الضعف الملحوظة في الطريقة المباشرة.